# Guido II. (St. Pol)
Guido II. von Châtillon (franz.: Guy II. de Châtillon; † 12. März 1289) war ein Graf von Saint-Pol aus dem Haus Châtillon. Er war der jüngere Sohn des Hugo I. von Châtillon, Graf von Blois und Saint-Pol, und der Marie d’Avesnes, Gräfin von Blois. Nach dem Tod des Vaters 1248 bekam er die Grafschaft Saint-Pol sowie unter anderem die Herrschaften Ancre und Aubigny-en-Artois. 1253 nahm er an der Schlacht bei Westkapelle teil, dem militärischen Höhepunkts des flämischen Erbfolgekriegs.
Er heiratete am 16. Januar 1255 in Neapel Mathilde von Brabant (* wohl 1224; † 29. September 1288), Tochter des Herzogs Heinrich II. von Brabant und Witwe des Grafen Robert I. von Artois. Guido nahm 1270 im Heer König Ludwigs IX. am siebten Kreuzzug und 1284 im Heer König Philipps III. am aragonesischen Kreuzzug teil. Im Limburger Erbfolgestreit unterstützte er die brabantischen Verwandten seiner Frau.

## Kinder
- Hugo II. von Châtillon (1258–1307), 1292 Graf von Blois und Dunois
- Guido III. von Châtillon († 1317), Graf von Saint-Pol
- Jacques de Châtillon († 1302 gefallen in der Sporenschlacht), Herr von Leuze, Condé etc.
- Beatrix († 1304), ⚭ Graf Johann II. von Eu; † 1294
- Jeanne, ⚭ Guillaume III. de Chauvigny, Herr von Châteauroux